# Ein Lied geht um die Welt (Lied)
Ein Lied geht um die Welt ist der Titel eines Liedes, das der Wiener Komponist Johannes Mayer unter seinem Künstlernamen Hans May 1933 im Wiener Bohème-Verlag veröffentlichte. Den Text dazu schrieb Ernst Neubach.

## Hintergrund
Das Lied im moderaten Marschrhythmus war Titelschlager des gleichnamigen Tonfilms von Richard Oswald aus dem Jahr 1933. Gesungen wurde es vom Tenor Joseph Schmidt, der neben Victor de Kowa und Charlotte Ander eine der drei Hauptrollen spielte. Das Lied wurde auch außerhalb des Films ein Erfolgsschlager, der auf zahlreichen Grammophonplatten verkauft wurde. Auf einigen Etiketten wurde es auch als „Tango“ bzw. „Lied und Tango“ angekündigt, hinzu kamen auch rein instrumentale Einspielungen wie z. B. der Tanz-Orchester von Oscar Joost oder Barnabás von Géczy.
Neben der ursprünglichen Aufnahme mit Joseph Schmidt erlangte auch die Aufnahme der Comedian Harmonists Bedeutung. Das Lied wurde seinerzeit außerdem von zahlreichen weiteren zeitgenössischen Tenören interpretiert, wie u. a. von Carl Jöken und Herbert Ernst Groh. Auch nach dem Zweiten Weltkrieg nahmen Tenöre wie Rudolf Schock, Fritz Wunderlich, Karel Gott (1974) und Jonas Kaufmann den Filmschlager auf. Er wurde ein Evergreen und ist bis heute bekannt.
Der ungarische Regisseur Géza von Bolváry drehte 1958 als Biographie von Joseph Schmidt eine Neuverfilmung des Stoffes unter dem Titel „Ein Lied geht um die Welt – Die Joseph Schmidt Story“.

### Text Kehrreim
Ein Lied geht um die Welt.

Ein Lied, das euch gefällt.

Die Melodie erreicht die Sterne.

Jeder von uns hört sie so gerne.

Von Liebe singt das Lied,

Von Treue singt das Lied,

Und es wird nie verklingen,

Man wird es ewig singen.

Fliegt auch die Zeit,

Das Lied bleibt in Ewigkeit.

## Tondokumente (Auswahl)
Der Katalog der Deutschen Nationalbibliothek verzeichnet 33 Einträge.

### Gesang
- Parlophon B.48 812-II (mx. 133.776) Ein Lied geht um die Welt, Lied aus dem Richard Oswald-Tonfilm „Ein Lied geht um die Welt“, Musik Hans May, Text Ernst Neubach. Joseph Schmidt mit Orchester unter der Leitung von Otto Dobrindt[4]
- Odeon O-25990 (mx. 133.777) Ein Lied geht um die Welt. Lied aus dem gleichnamigen Joseph-Schmidt-Film (Musik: Hans May, Ernst Neubach) Joseph Schmidt, Tenor, mit Orchesterbegleitung (aufgenommen am 2. Mai 1933)
- Electrola E.G. 2847 / 60-2346 (Matrizennummer E-OD 1679-2) Ein Lied geht um die Welt, aus dem gleichnamigen Tonfilm (Musik: Hans May, Text: Ernst Neubach) Comedian Harmonists. Gesangsquintett mit Klavier
- Odeon O-11869 (mx. Be 10362-2) Ein Lied geht um die Welt: Tangolied aus dem gleichnamigen Richard-Oswald-Tonfilm (Musik: Hans May, Text: Ernst Neubach) Herbert Ernst Groh mit dem Odeon-Künstler-Orchester. Auch auf Parlophon B 49 599
- Kristall 6109 (mx. C 4735,2) Ein Lied geht um die Welt: aus dem gleichnamigen Tonfilm (May, Neubach) Kammersänger Carl Jöken, Tenor mit Orchesterbegleitung. Dirigent: A. Strasser
- Brillant Special Nr.133 (mx. B 149) Ein Lied geht um die Welt, Lied und Tango aus dem Tonfilm „Ein Lied geht um die Welt“ (Musi: Hans May, Text: Ernst Neubach) gesungen von Walter von Lennep, Kapelle Eugen Jahn

### Orchesterfassung mit Refraingesang
- Universal 94 (mx. 12853) Ein Lied geht um die Welt, Tango (Text: Ernst Neubach, Musik: Hans May), Jazz-Orchester mit Refraingesang
- Audiphon 20284 (mx. 12 865) Ein Lied geht um die Welt, Tango aus dem Tonfilm „Ein Lied geht um die Welt“„“ (Hans May. Text: Ernst Neubach), Tanz-Orchester mit Refraingesang

### Instrumentalversion
- Telefunken A 1374 (mx. 19010) Ein Lied geht um die Welt. Tango aus dem Tonfilm „Ein Lied geht um die Welt“ (Musik: Hans May, Text: Ernst Neubach) Barnabás von Géczy mit Orchester
- Kristall 3354 (mx. C 4726.1) Ein Lied geht um die Welt, aus dem gleichnamigen Tonfilm (May, Neubach) Oscar Joost und sein Orchester